# Oscilação multidecadal do Atlântico
A oscilação multidecadal do Atlântico (AMO) é um hipotético fenômeno de variabilidade natural que ocorre no oceano Atlântico norte e que tem sua expressão principal no campo da temperatura da superfície do mar (TSM). Em outras palavras, é a variabilidade natural temporal, de certa forma hipotética, da temperatura da superfície do mar, num intervalo de 5 a 8 décadas. Muitos cientistas acreditam que o aquecimento global está mudando este padrão. Enquanto que há algum suporte para este fenômeno em modelos e observações históricas, controvérsias existem com respeito a sua amplitude, e em particular, a atribuição da temperatura da superfície do mar no Atlântico tropical em áreas importantes para o desenvolvimento de furacões. 
Em 2020, meteorologistas relatam que a Oscilação Multidecadal do Atlântico  e a Oscilação Decadal do Pacífico (DOP) parecem não existir. A descoberta pode ter implicações para a validade de estudos anteriores, atribuindo tendências passadas a essas oscilações naturais hipotéticas e para as perspectivas de previsibilidade climática em escala de uma década. A descoberta é baseada em dados observacionais e simulações de modelos climáticos, que mostram que não havia prova confiável de sinais oscilatórios internos decadais ou de longo prazo que poderiam ser separados do ruído climático - variação arbitrária de ano para ano. O balanço principal aparente é o conhecido El Niño / Oscilação do Sul (ENSO).

## Sazonalidade

Índice de Oscilação Multidecadal do Atlântico, de acordo com a metodologia proposta por van Oldenborgh et al. 1880-2018.

Essas anomalias de Temperatura de Superfície do Mar-TSM possibilita a ocorrência de gradientes meridionais de anomalias de TSM, os quais influenciam bastante na posição latitudinal da ZCIT, alterando assim a distribuição sazonal de precipitação pluviométrica sobre o Atlântico Equatorial, parte norte do Nordeste do Brasil, até a parte central da Amazônia.

## Dipolo do Atlântico
O fenômeno de dipolo do Atlântico é resultante da interação entre oceano e atmosfera, e que pode diminuir ou aumentar a formação de nuvens influenciando os índices pluviométricos no leste da Amazônia e litoral norte brasileiro (Amapá, Pará, Maranhão, Ceará, Piauí e Rio Grande do Norte), incluindo também os estados da Paraíba, e Pernambuco. Esse fenômeno é identificado como uma mudança anormal na temperatura da superfície do mar no Oceano Atlântico Tropical, assim, quando as águas do Atlântico Tropical Norte estão mais quentes que as do Atlântico Tropical Sul, existem movimentos descendentes transportando ar frio e seco dos altos níveis da atmosfera sobre a região leste da Amazônia e litoral norte brasileiro, inibindo a formação de nuvens e diminuindo a precipitação (dipolo positivo), podendo causar secas.
Por outro lado, quando as águas do Atlântico Tropical Norte estão mais frias que as do Atlântico Tropical Sul ocorre aumento nos movimentos ascendentes sobre o leste da Amazônia e litoral norte brasileiro, aumentando tanto à formação de nuvens quanto os índices pluviométricos (dipolo negativo). Comumente em anos de La Niña, dentro do período de janeiro a maio, é comum ocorrer o fenômeno de dipolo negativo do Atlântico, que é favorável à ocorrência de chuvas acima da média no semiárido nordestino.

## Dipolo de Temperatura do Atlântico/ Oscilação do Atlântico Norte
O Nordeste Brasileiro está localizado em uma região de transição entre a ZCIT e a alta subtropical do Atlântico Sul sendo que as chuvas ocorrem principalmente quando a ZCIT está sobre o nordeste brasileiro, ou seja, quando as águas do Atlântico Sul estão mais quentes entre março e abril, assim a  posição da ZCIT e as chuvas no nordeste apresentam variabilidade interanual, de acordo com os padrões de TSM do Atlântico Sul.

## Fase Positiva do Dipolo
O Dipolo do Atlântico é o fenômeno oceano/atmosférico  que é identificado a partir da mudança atípica na temperatura da superfície na água do mar no Oceano Atlântico Tropical, sendo assim, quando as águas do Atlântico Tropical Norte estão mais quentes e as águas do Atlântico Equatorial e Tropical Sul estão mais frias existem os movimentos descendentes transportando o ar frio e o ar seco dos altos níveis da atmosfera sobre a região setentrional, central e sertão do Nordeste inibindo a formação de nuvens e diminuindo a precipitação  que será a Fase Positiva do Dipolo, e poderá ocasionar secas.

## Fase Negativa do Dipolo
Em contra partida, se as águas do Atlântico Tropical Norte estiverem mais frias e as águas do Atlântico Tropical Sul mais quentes existem aumento nos movimentos ascendentes sobre estas regiões, intensificando a formação de nuvens e aumentando os índices pluviométricos que será a Fase Negativa do Dipolo.